# جيفرسون لويس
جيفرسون لويس (بالبرتغالية: Jefferson Luis Teixeira Silva‏) (23 نوفمبر 1983 في البرازيل - ) هو لاعب كرة قدم برازيلي في مركز الوسط. لعب مع سلافيا براغ ونادي غواراني ونادي كريسيوما ونادي كوريتيبا وسنترال إسبانيول ونادي إيتوانو وAssociação Atlética Aparecidense ‏ وإسبورتي بيلوتاس ‏ وEsporte Clube São José ‏ وجنرال كاباليرو ‏ وSport Club São Paulo ‏ ونادي سانتا كروز ونادي ريو بريتو.

## وصلات خارجية
- جيفرسون لويس على موقع قاعدة بيانات كرة القدم.إي يو (الإنجليزية)